# Flakartillerie-Kommandeur beim Luftgau III
Der Flakartillerie-Kommandeur beim Luftgau III war eine Dienststelle der deutschen Luftwaffe während des Zweiten Weltkrieges auf Divisionsebene. Die Aufstellung erfolgte am 29. Februar 1940. Am 24. Juni 1940 wurde die Dienststelle abgewickelt. Einziger Divisionskommandeur war General der Flakartillerie Gerhard Hoffmann mit Gefechtsstand in Berlin. Dieser übernahm nach Auflösung seiner Dienststelle das Kommando über die 9. Flak-Division. Die Aufgabe des Flakartillerie-Kommandeurs im Luftgau III bestand in der operativen Führung aller in diesem Bereich stationierten Flakverbände. Als einzigem Großverband unterstand ihm dabei das Luftverteidigungskommando 1.